# Ojus
Ojus est une localité américaine dans le comté de Miami-Dade, en Floride. Elle accueille notamment la gare d'Aventura.